# فيناي كومار
بروفيسور فيناي كومار (بالإنجليزية: Vinay Kumar)‏ هو بروفيسور عِلم الأَمراض في جامعة شيكاغو، وَرئيس قِسم علم الأمراض في الجامِعة.

## السَيرة الذاتية

كتاب روبنز في أساسيات الباثولوجي، الإصدار التاسع (Robbins basic pathology, 9th edition)

وُلدَ فيناي كومار في الهِند عام 1944، وَتخرج في ال17 من عمره من جامعة بونا مع مَرتبة الشَرف، وفي عام 1967 حصلَ على بكالوريوس الطب والجراحة مِن كُلية الطِب في جامعة بنجاب في أمريتسار، حيثُ لُقب في ذلك العام بِلقب "أفضل طبيب خِريج"، كما فازَ بالميدالية الذهبية وجائرة فايزر بسبب مُستواه العالي وتحقيقه لَقب أفضل طالب طِب، ثُمَ أكمل درجة الدكتواره في علم الأمراض التجريبية، وأقامَ في تلك الفترة في قسم علم الأمراض التشريحي وأمراض الدم في معهد عموم الهند للعلوم الطبية عام 1972، وَحصل في تلك الفَترة على جائزة خانولكار للبحوث المُتميزة في عِلم الأمراض.
يُعتبر فيناي كومار واحد من أهم المُحررين لِكتاب روبنز وكوتران في أساسيات الباثولوجي (بالإنجليزية: Robbins and Cotran Pathologic Basis of Disease)‏، والذي يُعتد بِهِ كَمرجع في الطِب.

## المَراجع
1. ↑  "Dr. Kumar's profile at the UChicago Pathology". مؤرشف من الأصل في 2008-05-04. اطلع عليه بتاريخ 2008-07-20.
2. ↑  "Dr. Kumar's profile at UChicago Biomed". مؤرشف من الأصل في 2012-02-15. اطلع عليه بتاريخ 2008-07-20.
3. ↑  "News release on the hiring of Prof. Kumar". مؤرشف من الأصل في 2018-03-27. اطلع عليه بتاريخ 2008-08-26.
4. ↑  Kumar, Vinay; Fausto, Nelson; Fausto, Nelso; Robbins, Stanley L.; Abbas, Abul K.; Cotran, Ramzi S. (2005). Robbins and Cotran Pathologic Basis of Disease. Philadelphia, Pa.: Elsevier Saunders. {{استشهاد بكتاب}}: الوسيط غير المعروف |الرقم المعياري= تم تجاهله يقترح استخدام |ردمك= (مساعدة)صيانة الاستشهاد: أسماء متعددة: قائمة المؤلفين (link)